# Општина Крижевци (Словенија)
Општина Крижевци (словен. Križevci) је једна од општина Помурске регије у држави Словенији. Седиште општине је насеље Крижевци при Љутомеру.

## Природне одлике
Рељеф: Општина Крижевци налази се у североисточном делу Словеније, у словеначком делу Штајерске. Подручје општине се налази у долини реке Муре, испод Словенских горица.
Клима: У општини влада умерено континентална клима.
Воде: Најзначајнији водоток у општини је река Мура, која је северна граница. Остали водотоци су мали и њене су притоке.

## Становништво
Општина Крижевци је средње густо насељена.

## Насеља општине
| - Берковци - Берковски Прелоги - Бореци - Бучечовци - Вучја Вас - Гајшевци - Грабе при Љутомеру - Добрава | - Засади - Иљашевци - Кључаровци при Љутомеру - Кокоричи - Крижевци при Љутомеру - Логаровци - Лукавци - Стара Нова Вас |  |

## Додатно погледати
- Крижевци при Љутомеру